# Bythinella lancelevei
Bythinella lancelevei is een slakkensoort uit de familie van de Hydrobiidae. De wetenschappelijke naam van de soort is voor het eerst geldig gepubliceerd in 1884 door Locard.